# Lomagramma cultrata
Lomagramma cultrata är en träjonväxtart som först beskrevs av Bak., och fick sitt nu gällande namn av Holtt. Lomagramma cultrata ingår i släktet Lomagramma och familjen Dryopteridaceae. Inga underarter finns listade.